# پریلپ (استان بورگاس)
پریلپ (به بلغاری: Prilep) یک منطقهٔ مسکونی در بلغارستان است که در استان بورگاس واقع شده‌است.